# Liban na Letnich Igrzyskach Olimpijskich 2020
Liban na Letnich Igrzyskach Olimpijskich 2020 – występ kadry sportowców reprezentujących Liban na igrzyskach olimpijskich, które odbyły się w Tokio w Japonii, w dniach 23 lipca - 8 sierpnia 2021 roku.
Reprezentacja Libanu liczyła sześcioro zawodników - trzech mężczyzn i trzy kobiety, którzy wystąpili w 5 dyscyplinach.
Był to osiemnasty start tego kraju na letnich igrzyskach olimpijskich.

## Reprezentanci

### Judo
| Zawodnik    | Konkurencja       | 1/32             | 1/16             | 1/8              | Ćwierćfinał      | Półfinał         | Repasaż          | Finał/BM         | Finał/BM |
| Zawodnik    | Konkurencja       | Przeciwnik Wynik | Przeciwnik Wynik | Przeciwnik Wynik | Przeciwnik Wynik | Przeciwnik Wynik | Przeciwnik Wynik | Przeciwnik Wynik | Miejsce  |
| ----------- | ----------------- | ---------------- | ---------------- | ---------------- | ---------------- | ---------------- | ---------------- | ---------------- | -------- |
| Nacif Elias | do 81 kg mężczyzn | BYE              | Lee P 0–10       | NQ               | NQ               | NQ               | NQ               | NQ               | NQ       |

### Lekkoatletyka
| Zawodnik         | Konkurencja            | Eliminacje | Eliminacje | Półfinał | Półfinał | Finał | Finał   |
| Zawodnik         | Konkurencja            | Czas       | Miejsce    | Czas     | Miejsce  | Czas  | Miejsce |
| ---------------- | ---------------------- | ---------- | ---------- | -------- | -------- | ----- | ------- |
| Noureddine Hadid | Bieg na 200 m mężczyzn | 21,12      | 37.        | NQ       | NQ       | NQ    | NQ      |

### Pływanie
Mężczyźni
| Zawodnik       | Konkurencja        | Eliminacje | Eliminacje | Półfinał | Półfinał | Finał | Finał   |
| Zawodnik       | Konkurencja        | Czas       | Miejsce    | Czas     | Miejsce  | Czas  | Miejsce |
| -------------- | ------------------ | ---------- | ---------- | -------- | -------- | ----- | ------- |
| Munzer Kabbara | 200 m st. zmiennym | 2:03,08    | 41.        | NQ       | NQ       | NQ    | NQ      |

Kobiety
| Zawodniczka       | Konkurencja        | Eliminacje | Eliminacje | Półfinał | Półfinał | Finał | Finał   |
| Zawodniczka       | Konkurencja        | Czas       | Miejsce    | Czas     | Miejsce  | Czas  | Miejsce |
| ----------------- | ------------------ | ---------- | ---------- | -------- | -------- | ----- | ------- |
| Gabriella Doueihy | 200 m st. dowolnym | 2:11,29    | 29.        | NQ       | NQ       | NQ    | NQ      |

### Podnoszenie ciężarów
| Zawodniczka      | Konkurencja    | Rwanie   | Rwanie  | Podrzut  | Podrzut | Suma | Pozycja |
| Zawodniczka      | Konkurencja    | Rezultat | Miejsce | Rezultat | Miejsce | Suma | Pozycja |
| ---------------- | -------------- | -------- | ------- | -------- | ------- | ---- | ------- |
| Mahassen Fattouh | - 76 kg kobiet | 93       | 11.     | 124      | 7.      | 217  | 9.      |

### Strzelectwo
| Zawodniczka | Konkurencja | Kwalifikacje | Kwalifikacje | Finał  | Finał   |
| Zawodniczka | Konkurencja | Punkty       | Miejsce      | Punkty | Miejsce |
| ----------- | ----------- | ------------ | ------------ | ------ | ------- |
| Ray Bassil  | trap kobiet | 114          | 21.          | NQ     | NQ      |